# Contagio (film 1995)
Contagio è un film televisivo del 1995, diretto da Armand Mastroianni e tratto dal romanzo omonimo di Robin Cook. Il film è anche conosciuto come Ebola: Area di contagio.

## Trama
Marissa Blumenthal è una ricercatrice che lavora al Centro di Controllo di Atlanta, ed è stata incaricata dal Centro per indagare sulle tracce di una misteriosa malattia che circola a Los Angeles, ma girano voci sulla sua scarsa moralità al servizio della carriera, così lei si trasferisce a St. Louis, dove peraltro circola lo stesso virus. 

## Accoglienza
Todd Everett di Variety scrisse: "Riducendo il rischio a livello di melodramma personale, sia la funzionalità che il telepic banalizzano la minaccia della vita reale, che è abbastanza spaventosa da sola." John J. O'Connor del The New York Times ha definito la storia insensata e sfrenata. Chris Willman del Los Angeles Times scrisse che Mastroianni "cerca di pompare la suspense di una donna in pericolo nelle ridicole trame, con un minimo effetto antidoto. Preparati a scoppiare a ridere."